# عدل السماء (فلم)
عدل السماء فيلم مصري تم إنتاجه عام 1948، من تأليف أحمد كامل مرسي وأحمد شكري وإخراج أحمد كامل مرسي وبطولة حسين رياض وفردوس حسن.

## قصة الفيلم
موظف شاب مستقيم يعمل في إحدى الشركات يقوده حظه العثر إلى التواجد في حجرة مدير الشركة الذي مات قتيلاً لتوه بفعل أحد موظفي الشركة يتجمد في مكانه إذ يعثر على المدير ممددًا على الأرض غارقًا في دمائه بينما يشاهده زملاؤه في هذا الموقف فيظنونه القاتل، يتم القبض عليه بهذه التهمة ويحاكم ويودع ف السجن، لا تجد زوجته الشابة الحسناء من يعول إبنيها من بعده، تسعى لإيجاد عمل ترتزق منه، يتقرب إليها أحد المجرمين وهو يعمل مديرًا لصالة ليلية يستغلها في استدراج السكارى ونهب أموالهم ومجوهراتهم، يوهمها هذا المجرم اللص بأنه يسعى لما فيه الخير لها ولصغيريها، أخيرًا يستدرجها للانسياق معه في أعماله الغير مشروعة فتعمل جليسة للسكارى الذين يسرق أموالهم. يخرج زوجها من السجن بعد قضاء مدة عقوبته التي قضاها ظلمًا، يعلم بما وصلت إليه زوجته، وحينما يدخل عليه حجرته في الملهى يجده مقتولاً لتوه، تتصاعد الأحداث سريعًا لتكتشف أن قاتل مدير الصالة هو زميل له في الشركة وأيضًا يتضح أنه هو نفسه قاتل مدير الشركة الذي أتهم هو بقتله، يقع القاتل في يد البوليس وتعود الزوجة إلى زوجها الذي دفع من عمره الثمن لجريمة غيره.

## فريق العمل
إخراج: أحمد كامل مرسي
تأليف:
- أحمد شكري
- أحمد كامل مرسي

إنتاج: أتحاد الفنانين
طاقم العمل:
- حسين رياض
- فردوس حسن
- محمود المليجي
- شادية
- كمال الشناوي
- سعيد خليل
- عزيزة حلمي
- عبد العزيز أحمد
- عبد المجيد شكري
- عبد السلام النابلسي
- محمد الديب
- حسن البارودي

## روابط خارجية
- مقالات تستعمل روابط فنية بلا صلة مع ويكي بيانات